# USS Somers (1842)
El USS Somers fue un bergantín de la Armada de los Estados Unidos, el segundo de ese nombre, que participó de la guerra entre México y los Estados Unidos y sufrió un motín que se saldó con numerosas ejecuciones.

## Historia
Botado en los astilleros de la USS Navy en Nueva York el 16 de abril de 1842, partió al mando de Alexander Slidell Mackenzie en viaje de adiestramiento a Puerto Rico. El 13 de septiembre inició un nuevo crucero a Liberia.
Durante el regreso, el 25 de noviembre de 1842 el guardiamarina Philip Spencer, hijo del secretario de guerra de los Estados Unidos John Canfield Spencer, informó al sobrecargo J.W. Wales que unos 20 tripulantes planeaban un motín para tomar el barco y destinarlo a la piratería en la Isla de Pinos. Pese a ser amenazado de muerte si revelaba el plan, el 26 de noviembre Wales lo notificó al capitán Mackenzie. El teniente 1° Guert Gansevoort informó entonces a Mackenzie que el mismo Spencer había sido visto recientemente en frecuentes reuniones con el contramaestre Samuel Cromwell. Mackenzie confrontó a Wales con Spencer, quien alegó que su comentario había sido sólo una broma, ante lo cual el comandante decidió encarcelarlo. Al revisar sus papeles se encontró una nota escrita en griego y una lista de una veintena de tripulantes, incluido el mismo Spencer.
El 27 un mástil y algunas velas sufrieron daños, lo que el comandante consideró sospechoso. Interrogado el contramaestre por sus reuniones con Spencer, negó estar involucrado y acusó al marinero Small. Mackenzie decidió detener a ambos.
El 28 de noviembre el capitán informó a su tripulación de la conspiración de Spencer. Incidentes menores terminaron con otros cuatro hombres detenidos y el 30 Mackenzie solicitó por escrito a sus oficiales su opinión respecto del curso de acción a seguir. El 1 de diciembre, a sólo trece días de arribar a puerto, los oficiales unánimemente consideraron a Spencer, Cromwell y Small culpables de conspirar para amotinar a la tripulación y recomendaron ejecutarlos. Los conspiradores fueron ahorcados ese mismo día y sepultado en el mar.
El 14 de diciembre el Somers arribó a Nueva York donde un tribunal naval investigó los sucesos y exoneró a Mackenzie, pese a que buena parte de la opinión pública y en la misma fuerza pusieron en tela de juicio el manejo de la crisis por parte del comandante y su cuerpo de oficiales.
El 20 de marzo de 1843 asumió el mando el teniente John West y el bergantín fue asignado al Home Squadron, operando en la costa atlántica y las Indias Occidentales. 

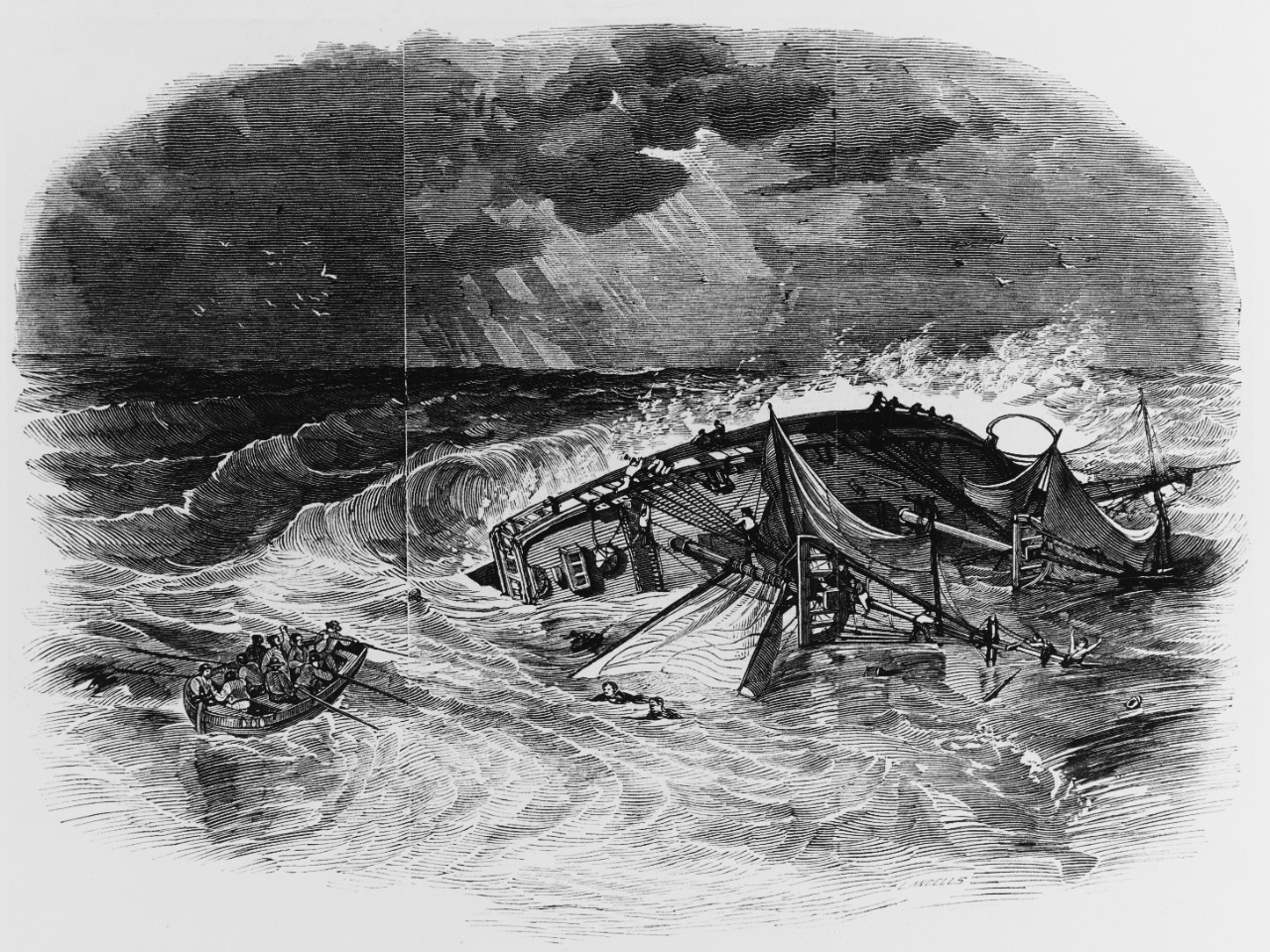
Hundimiento del USS Somers.

Al estallar la guerra con México en la primavera boreal de 1846 el Somers operaba ya en el Golfo de México frente a Veracruz pero recibió órdenes de pasar a Pensacola, Florida, para tareas logísticas siendo luego destinado a reforzar el bloqueo de Veracruz. En la tarde del 26 de noviembre al mando del teniente Raphael Semmes despachó una partida en un bote que capturó a la goleta mexicana Criolla que intentaba burlar el bloqueo. Imposibilitados de trasladar la presa y bajo fuego costero, incendiaron la goleta, que resultó ser un buque espía al servicio del comodoro estadounidense David Conner. 
El 8 de diciembre de 1846, mientras perseguía a un buque que intentaba dejar Veracruz, el Somers se hundió durante una tormenta repentina muriendo treinta y dos miembros de su tripulación. Solo el capitán Semmes y seis de sus hombres pudieron ser rescatados. 
El manejo del motín del Sommers, así como el injustificable comportamiento del capitán del USS Congress Philip Falkerson Voorhees en el llamado Incidente del USS Congress con la Confederación Argentina, influenció en la urgente creación de la Academia Naval de los Estados Unidos.
Henry Carlisle escribió la novela Voyage to the First of December reflejando los incidentes desde el punto de vista del cirujano de la nave. También se considera que Herman Melville, quien era primo del teniente Guert Gansevoort, pudo haber utilizado elementos de la historia en su novela Billy Budd.
En 1986 una expedición liderada por el comerciante de arte de San Francisco y explorador George Belcher encontró los restos de un naufragio que en 1987 los arqueólogos James Delgado y Marken Mitchell confirmaron que correspondían al Sommers.